# AGIL Volley 2017-2018
Questa voce raccoglie le informazioni riguardanti l'AGIL Volley nelle competizioni ufficiali della stagione 2017-2018.

## Stagione
Nella stagione 2017-18 l'AGIL Volley assume la denominazione sponsorizzata di Igor Gorgonzola Novara.
Grazie ai risultati ottenuti nella stagione 2016-17 partecipa alla Supercoppa italiana e batte l'Imoco, aggiudicandosi il trofeo per la prima volta.
Partecipa per la settima volta alla Serie A1; chiude la regular season di campionato al primo posto in classifica, qualificandosi per i play-off scudetto, dove arriva in finale, venendo sconfitta dall'Imoco.
Grazie al secondo posto al termine del girone di andata del campionato, l'AGIL si qualifica per la Coppa Italia, arrivando in finale e battuta dall'Imoco.
Partecipa inoltre alla Champions League: nella fase a gironi ottiene il primo posto nel proprio raggruppamento, qualificandosi per la fase a eliminazione diretta: viene eliminata nei play-off a 6 dal Galatasaray a seguito della sconfitta nella gara di ritorno per 3-1, nonostante all'andata fosse finita 3-2 per le novaresi.

## Organigramma societario
Area direttiva
- Presidente: Giovanna Saporiti

Area tecnica
- Allenatore: Massimo Barbolini
- Allenatore in seconda: Davide Baraldi
- Assistente allenatore: Maurizio Mora
- Scout man: Mattia Gadda

## Rosa
| N° | Nome                 | Ruolo | Data di nascita   | Nazionalità sportiva |
| -- | -------------------- | ----- | ----------------- | -------------------- |
| 1  | Anthī Vasilantōnakī  | S     | 9 aprile 1996     | Grecia               |
| 2  | Letizia Camera       | P     | 1º ottobre 1992   | Italia               |
| 4  | Celeste Plak         | S/O   | 26 ottobre 1995   | Paesi Bassi          |
| 5  | Lauren Gibbemeyer    | C     | 8 settembre 1988  | Stati Uniti          |
| 7  | Stephanie Enright    | S     | 15 dicembre 1990  | Porto Rico           |
| 8  | Katarzyna Skorupa    | P     | 16 settembre 1984 | Polonia              |
| 9  | Sara Bonifacio       | C     | 3 luglio 1996     | Italia               |
| 10 | Cristina Chirichella | C     | 10 febbraio 1994  | Italia               |
| 11 | Stefania Sansonna    | L     | 1º novembre 1982  | Italia               |
| 12 | Francesca Piccinini  | S     | 10 gennaio 1979   | Italia               |
| 15 | Giorgia Zannoni      | L     | 11 febbraio 1998  | Italia               |
| 18 | Paola Egonu          | S/O   | 18 dicembre 1998  | Italia               |

## Mercato
| Acquisti | Acquisti            | Acquisti           | Acquisti   |
| R.       | Nome                | da                 | Modalità   |
| -------- | ------------------- | ------------------ | ---------- |
| P        | Letizia Camera      | Saint-Raphaël      | definitivo |
| O        | Paola Egonu         | Club Italia        | definitivo |
| S        | Stephanie Enright   | Criollas de Caguas | definitivo |
| C        | Lauren Gibbemeyer   | Casalmaggiore      | definitivo |
| P        | Katarzyna Skorupa   | Imoco              | definitivo |
| S        | Anthī Vasilantōnakī | Busto Arsizio      | definitivo |

| Cessioni | Cessioni            | Cessioni     | Cessioni   |
| R.       | Nome                | a            | Modalità   |
| -------- | ------------------- | ------------ | ---------- |
| C        | Sara Alberti        | San Casciano | definitivo |
| S        | Cristina Barcellini | -            | ritirata   |
| O        | Katarina Barun      | River        | definitivo |
| P        | Carlotta Cambi      | Pesaro       | definitivo |
| P        | Laura Dijkema       | -            | ritirata   |
| S        | Melissa Donà        | Soverato     | definitivo |
| S/O      | Judith Pietersen    | -            | ritirata   |

## Risultati

### Serie A1

#### Girone di andata
| 1ª giornata - 14 ottobre 2017 PalaTerdoppio, Novara              | AGIL            | 3 - 2 | Busto Arsizio | 25-19, 25-27, 22-25, 25-23, 16-14 |
| 2ª giornata - 22 ottobre 2017 PalaCampanara, Pesaro              | Pesaro          | 0 - 3 | AGIL          | 19-25, 19-25, 19-25               |
| 3ª giornata - 29 ottobre 2017 Nelson Mandela Forum, Firenze      | San Casciano    | 0 - 3 | AGIL          | 14-25, 23-25, 13-25               |
| 4ª giornata - 5 novembre 2017 PalaTerdoppio, Novara              | AGIL            | 3 - 1 | Filottrano    | 19-25, 25-15, 25-22, 25-19        |
| 5ª giornata - 15 novembre 2017 PalaPanini, Modena                | River           | 0 - 3 | AGIL          | 21-25, 20-25, 21-25               |
| 6ª giornata - 19 novembre 2017 PalaTerdoppio, Novara             | AGIL            | 3 - 0 | Bergamo       | 25-18, 25-16, 25-22               |
| 7ª giornata - 22 novembre 2017 Palazzetto dello Sport, Scandicci | Savino Del Bene | 0 - 3 | AGIL          | 18-25, 25-27, 21-25               |
| 8ª giornata - 25 novembre 2017 PalaTerdoppio, Novara             | AGIL            | 3 - 2 | Casalmaggiore | 24-26, 20-25, 25-23, 25-20, 16-14 |
| 9ª giornata - 3 dicembre 2017 Palazzetto dello Sport, Monza      | Pro Victoria    | 3 - 2 | AGIL          | 25-23, 25-27, 21-25, 27-25, 16-14 |
| 10ª giornata - 9 dicembre 2017 PalaTerdoppio, Novara             | AGIL            | 2 - 3 | Imoco         | 25-20, 19-25, 25-16, 23-25, 11-15 |
| 11ª giornata - 17 dicembre 2017 PalaBorsani, Castellanza         | SAB             | 0 - 3 | AGIL          | 25-27, 21-25, 16-25               |

#### Girone di ritorno
| 12ª giornata - 26 dicembre 2017 PalaYamamay, Busto Arsizio | Busto Arsizio | 0 - 3 | AGIL            | 22-25, 20-25, 24-26               |
| 13ª giornata - 7 gennaio 2018 PalaTerdoppio, Novara        | AGIL          | 3 - 2 | Pesaro          | 25-23, 27-25, 22-25, 19-25, 15-13 |
| 14ª giornata - 14 gennaio 2018 PalaTerdoppio, Novara       | AGIL          | 3 - 0 | San Casciano    | 25-19, 25-16, 25-22               |
| 15ª giornata - 17 gennaio 2018 PalaBaldinelli, Osimo       | Filottrano    | 3 - 2 | AGIL            | 25-21, 25-22, 24-26, 15-25, 17-15 |
| 16ª giornata - 21 gennaio 2018 PalaTerdoppio, Novara       | AGIL          | 3 - 0 | River           | 25-22, 29-27, 25-23               |
| 17ª giornata - 28 gennaio 2018 PalaNorda, Bergamo          | Bergamo       | 3 - 2 | AGIL            | 25-23, 19-25, 28-26, 22-25, 15-11 |
| 18ª giornata - 3 febbraio 2018 PalaTerdoppio, Novara       | AGIL          | 3 - 0 | Savino Del Bene | 25-19, 27-25, 25-19               |
| 19ª giornata - 10 febbraio 2018 PalaRadi, Casalmaggiore    | Casalmaggiore | 3 - 1 | AGIL            | 25-23, 30-28, 15-25, 25-22        |
| 20ª giornata - 24 febbraio 2018 PalaTerdoppio, Novara      | AGIL          | 3 - 1 | Pro Victoria    | 25-16, 25-15, 22-25, 25-19        |
| 21ª giornata - 4 marzo 2018 PalaVerde, Villorba            | Imoco         | 2 - 3 | AGIL            | 21-25, 22-25, 25-19, 25-16, 11-15 |
| 22ª giornata - 10 marzo 2018 PalaTerdoppio, Novara         | AGIL          | 3 - 0 | SAB             | 25-20, 25-16, 25-21               |

#### Play-off scudetto
| Quarti di finale (gara 1) - 17 marzo 2018 PalaTerdoppio, Novara         | AGIL          | 3 - 1 | San Casciano  | 25-20, 25-15, 24-26, 25-16        |
| Quarti di finale (gara 2) - 25 marzo 2018 Nelson Mandela Forum, Firenze | San Casciano  | 1 - 3 | AGIL          | 25-17, 23-25, 22-25, 22-25        |
| Semifinali (gara 1) - 2 aprile 2018 PalaTerdoppio, Novara               | AGIL          | 3 - 0 | Busto Arsizio | 25-21, 25-19, 25-16               |
| Semifinali (gara 2) - 8 aprile 2018 PalaTerdoppio, Novara               | AGIL          | 3 - 0 | Busto Arsizio | 25-19, 25-18, 25-22               |
| Semifinali (gara 3) - 11 aprile 2018 PalaYamamay, Busto Arsizio         | Busto Arsizio | 0 - 3 | AGIL          | 20-25, 15-25, 24-25               |
| Finale (gara 1) - 18 aprile 2018 PalaTerdoppio, Novara                  | AGIL          | 3 - 0 | Imoco         | 25-23, 25-20, 25-21               |
| Finale (gara 2) - 21 aprile 2018 PalaVerde, Villorba                    | Imoco         | 3 - 2 | AGIL          | 30-28, 25-15, 23-25, 20-25, 15-13 |
| Finale (gara 3) - 25 aprile 2018 PalaTerdoppio, Novara                  | AGIL          | 0 - 3 | Imoco         | 12-25, 19-25, 19-25               |
| Finale (gara 4) - 29 aprile 2018 PalaVerde, Villorba                    | Imoco         | 3 - 1 | AGIL          | 28-26, 25-21, 22-25, 25-12        |

### Coppa Italia
| Quarti di finale (andata) - 20 dicembre 2017 PalaCampanara, Pesaro  | Pesaro | 0 - 3 | AGIL         | 20-25, 16-25, 23-25               |
| Quarti di finale (ritorno) - 30 dicembre 2017 PalaTerdoppio, Novara | AGIL   | 3 - 0 | Pesaro       | 25-20, 25-17, 25-18               |
| Semifinali - 17 febbraio 2018 PalaDozza, Bologna                    | AGIL   | 3 - 2 | Pro Victoria | 27-25, 27-29, 20-25, 25-19, 15-13 |
| Finale - 18 febbraio 2018 PalaDozza, Bologna                        | Imoco  | 1 - 3 | AGIL         | 17-25, 25-14, 21-25, 23-25        |

### Supercoppa italiana
| Finale - 1º novembre 2017 PalaTerdoppio, Novara | AGIL | 3 - 2 | Imoco | 25-19, 25-27, 22-25, 25-23, 16-14 |

### Champions League

#### Fase a gironi
| 1ª giornata - 13 dicembre 2017 PalaVerde, Villorba               | Imoco      | 3 - 1 | AGIL       | 25-23, 25-18, 20-25, 25-14       |
| 2ª giornata - 11 gennaio 2018 Burhan Felek Spor Salonu, Istanbul | Fenerbahçe | 2 - 3 | AGIL       | 26-24, 25-19, 22-25, 19-25, 6-15 |
| 3ª giornata - 25 gennaio 2018 PalaTerdoppio, Novara              | AGIL       | 3 - 1 | Prostějov  | 25-12, 25-13, 22-25, 25-14       |
| 4ª giornata - 7 febbraio 2018 Sport Centrum, Prostějov           | Prostějov  | 0 - 3 | AGIL       | 24-26, 13-25, 15-25              |
| 5ª giornata - 22 febbraio 2018 PalaTerdoppio, Novara             | AGIL       | 3 - 0 | Fenerbahçe | 25-23, 25-18, 25-13              |
| 6ª giornata - 27 febbraio 2018 PalaTerdoppio, Novara             | AGIL       | 3 - 1 | Imoco      | 25-16, 29-27, 23-25, 25-16       |

#### Fase a eliminazione diretta
| Play-off a 6 (andata) - 21 marzo 2018 Burhan Felek Spor Salonu, Istanbul | Galatasaray | 2 - 3 | AGIL        | 21-25, 25-7, 25-16, 21-25, 10-15 |
| Play-off a 6 (ritorno) - 5 aprile 2018 PalaTerdoppio, Novara             | AGIL        | 1 - 3 | Galatasaray | 26-24, 20-25, 17-25, 19-25       |

## Statistiche

### Statistiche di squadra
| Competizione        | Punti | In casa | In casa | In casa | In trasferta | In trasferta | In trasferta | Totale | Totale | Totale |
| Competizione        | Punti | G       | V       | P       | G            | V            | P            | G      | V      | P      |
| ------------------- | ----- | ------- | ------- | ------- | ------------ | ------------ | ------------ | ------ | ------ | ------ |
| Serie A1            | 51    | 16      | 14      | 2       | 15           | 9            | 6            | 31     | 23     | 8      |
| Coppa Italia        | -     | 1       | 1       | 0       | 1            | 1            | 0            | 4      | 4      | 0      |
| Supercoppa italiana | -     | -       | -       | -       | -            | -            | -            | 1      | 1      | 0      |
| Champions League    | 14    | 4       | 3       | 1       | 4            | 3            | 1            | 8      | 6      | 2      |
| Totale              | -     | 21      | 18      | 3       | 20           | 13           | 7            | 44     | 34     | 10     |

G = partite giocate; V = partite vinte; P = partite perse

### Statistiche dei giocatori
| Giocatore        | Serie A1 | Serie A1 | Serie A1 | Serie A1 | Serie A1 | Coppa Italia | Coppa Italia | Coppa Italia | Coppa Italia | Coppa Italia | Supercoppa italiana | Supercoppa italiana | Supercoppa italiana | Supercoppa italiana | Supercoppa italiana | Champions League | Champions League | Champions League | Champions League | Champions League | Totale | Totale | Totale | Totale | Totale |
| Giocatore        | P        | PT       | AV       | MV       | BV       | P            | PT           | AV           | MV           | BV           | P                   | PT                  | AV                  | MV                  | BV                  | P                | PT               | AV               | MV               | BV               | P      | PT     | AV     | MV     | BV     |
| ---------------- | -------- | -------- | -------- | -------- | -------- | ------------ | ------------ | ------------ | ------------ | ------------ | ------------------- | ------------------- | ------------------- | ------------------- | ------------------- | ---------------- | ---------------- | ---------------- | ---------------- | ---------------- | ------ | ------ | ------ | ------ | ------ |
| S. Bonifacio     | 12       | 48       | 33       | 11       | 4        | 3            | 5            | 3            | 2            | 0            | 1                   | 0                   | 0                   | 0                   | 0                   | 3                | 3                | 2                | 1                | 0                | 19     | 56     | 38     | 14     | 4      |
| L. Camera        | 21       | 2        | 2        | 0        | 0        | 2            | 1            | 0            | 1            | 0            | 1                   | 0                   | 0                   | 0                   | 0                   | 3                | 0                | 0                | 0                | 0                | 27     | 3      | 2      | 1      | 0      |
| C. Chirichella   | 31       | 253      | 186      | 58       | 9        | 4            | 44           | 31           | 13           | 0            | 1                   | 11                  | 9                   | 2                   | 0                   | 8                | 73               | 41               | 26               | 6                | 44     | 381    | 267    | 99     | 15     |
| P. Egonu         | 30       | 652      | 579      | 40       | 33       | 4            | 92           | 78           | 6            | 8            | 1                   | 22                  | 21                  | 1                   | 0                   | 8                | 164              | 141              | 14               | 9                | 43     | 930    | 819    | 61     | 50     |
| S. Enright       | 28       | 150      | 125      | 12       | 13       | 3            | 17           | 16           | 1            | 0            | 1                   | 13                  | 10                  | 0                   | 3                   | 7                | 28               | 23               | 3                | 2                | 39     | 208    | 174    | 16     | 18     |
| L. Gibbemeyer    | 29       | 218      | 152      | 60       | 6        | 4            | 19           | 9            | 8            | 2            | 1                   | 5                   | 4                   | 1                   | 0                   | 8                | 77               | 57               | 17               | 3                | 42     | 319    | 222    | 86     | 11     |
| F. Piccinini     | 28       | 187      | 165      | 15       | 7        | 4            | 11           | 11           | 0            | 0            | 1                   | 6                   | 6                   | 0                   | 0                   | 8                | 47               | 40               | 5                | 2                | 41     | 251    | 222    | 20     | 9      |
| C. Plak          | 30       | 453      | 385      | 47       | 21       | 4            | 57           | 46           | 6            | 5            | 1                   | 26                  | 21                  | 3                   | 2                   | 8                | 90               | 75               | 11               | 4                | 43     | 626    | 527    | 67     | 32     |
| S. Sansonna      | 30       | 0        | 0        | 0        | 0        | 4            | 0            | 0            | 0            | 0            | 1                   | 0                   | 0                   | 0                   | 0                   | 8                | 0                | 0                | 0                | 0                | 43     | 0      | 0      | 0      | 0      |
| K. Skorupa       | 30       | 46       | 18       | 23       | 5        | 4            | 3            | 0            | 2            | 1            | 1                   | 1                   | 0                   | 1                   | 0                   | 8                | 14               | 8                | 4                | 2                | 43     | 64     | 26     | 30     | 8      |
| A. Vasilantōnakī | 27       | 44       | 37       | 5        | 2        | 3            | 7            | 5            | 2            | 0            | 1                   | 0                   | 0                   | 0                   | 0                   | 8                | 8                | 7                | 1                | 0                | 39     | 59     | 49     | 8      | 2      |
| G. Zannoni       | 28       | 0        | 0        | 0        | 0        | 4            | 0            | 0            | 0            | 0            | 1                   | 0                   | 0                   | 0                   | 0                   | 8                | 0                | 0                | 0                | 0                | 41     | 0      | 0      | 0      | 0      |

P = presenze; PT = punti totali; AV = attacchi vincenti; MV = muri vincenti; BV = battute vincenti